# Marcello Sacchi
Marcello Sacchi (Motta Santa Lucia, 2 dicembre 1683 – San Marco Argentano, 3 settembre 1746) è stato un vescovo cattolico italiano.

## Biografia
Fu decano capitolare della diocesi di Martirano, poi vicario generale a Policastro e, infine, vescovo di San Marco Argentano dal 22 novembre 1745 alla morte. Laureato in utroque iure nello Studio napoletano è rimasta una Esclamatione legale in difesa d'Antonio Russo marinaro delle regie galere per revocarsi in gradu appellationis nel S.R.C. il decreto emanato dalla G.C. della Vicaria.

## Genealogia episcopale
La genealogia episcopale è:
- Cardinale Guillaume d'Estouteville, O.S.B.Clun.
- Papa Sisto IV
- Papa Giulio II
- Cardinale Raffaele Sansone Riario
- Papa Leone X
- Papa Paolo III
- Cardinale Francesco Pisani
- Cardinale Alfonso Gesualdo di Conza
- Papa Clemente VIII
- Cardinale Pietro Aldobrandini
- Cardinale Laudivio Zacchia
- Cardinale Antonio Barberini, O.F.M.Cap.
- Cardinale Marcantonio Franciotti
- Cardinale Giambattista Spada
- Cardinale Carlo Pio di Savoia
- Cardinale Francesco Pignatelli, C.R.
- Cardinale Pier Luigi Carafa
- Vescovo Marcello Sacchi